# 디에이치 자이 개포
디에이치 자이 개포(THE H Xi Gaepo)는 서울특별시 강남구 일원동에 위치한 아파트 단지이다. 이 아파트는 사실상 현대건설이 단독 시공했으며, GS건설과 현대엔지니어링은 지분투자만 했다.

## 개요
공무원아파트를 재건축한 아파트 단지로, 15개동 1,996세대로 구성되어 있다.